# Provatás (ort)
Provatás (Provatas) är en ort i Grekland.   Den ligger i prefekturen Nomós Serrón och regionen Mellersta Makedonien, i den nordöstra delen av landet, 300 km norr om huvudstaden Aten. Provatás ligger 22 meter över havet och antalet invånare är 1 099.
Terrängen runt Provatás är huvudsakligen platt, men åt sydväst är den kuperad. Runt Provatás är det ganska tätbefolkat, med 67 invånare per kvadratkilometer. Närmaste större samhälle är Serrai, 13,3 km öster om Provatás. Trakten runt Provatás består till största delen av jordbruksmark.